# Рогволод

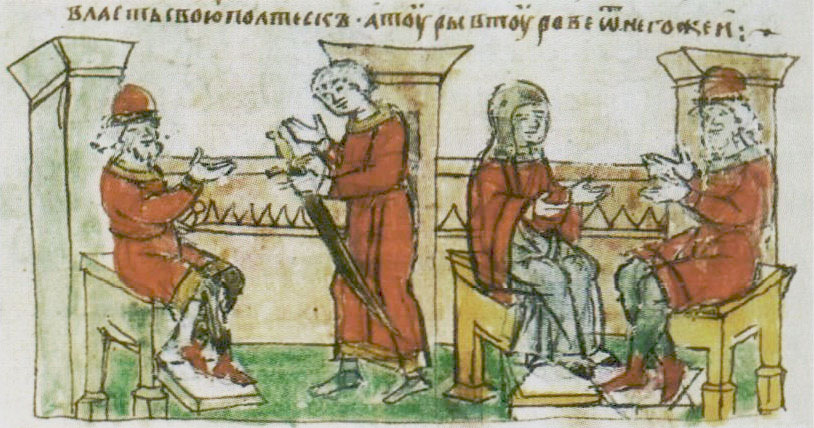
Свати Володимира Святославича у Рогволода (ліворуч); Рогволод розмовляє з Рогнедою (праворуч). Мініатюра з Радзивілівського літопису, кін. XV ст.

Рогволод (д.-рус. Рогъволодъ, Роговолодъ; бл. 920 — 978, Полоцьк) — князь Полоцький, батько Рогніди, учасник подій міжусобної боротьби в 975—980 роках.

## Походження
Леонтій Войтович на основі саг стверджує, що Рогволод походив з оркнейських ярлів.
Українські історики Микола Костомаров, Петро Голубовський та білоруський історик Митрофан Довнар-Запольський сумнівалися у варязькому походженні Рогволда. Було висловлене припущення, що ім'я Рогволод є суто слов'янським і походить від словосполучення рогом володіти

## Історичні відомості
Рогволод двічі згадується в історичних джерелах під 980 та 1128 роками. Під час міжусобної боротьби між синами Святослава I Хороброго — Володимиром і Ярополком підтримав останнього. Зокрема, Рогволод не схотів віддавати заміж за Володимира свою дочку Рогніду. У відповідь Володимир разом із дядьком Добринею пішов походом на Рогволда, взяв приступом Полоцьк, а Рогволда та його двох синів убив. Рогніду силою взяв собі за дружину.
Так описав ці події літописець:
|  | І сів він [тобто Володимир Святославич] у Новгороді, і послав [отроків] до Рогволода, князя полоцького, мовлячи: «Хочу взяти дочку твою за жону». Він тоді запитав дочку свою: «Чи хочеш ти за Володимира?» А вона сказала: «Не хочу я роззути Володимира, а Ярополка хочу». Рогволод же прийшов був із замор’я і мав волость свою в Полоцьку. А Тур [сів] у Турові; од нього ж і туровці прозвалися. І прийшли отроки Володимирові, і повідали йому всю річ Рогніді, дочки Рогволода, князя полоцького. Володимир тоді зібрав воїв багато — варягів, і словен, і чуді, і кривичів — і пішов на Рогволода. У сей же час хотіли вести Рогнідь за Ярополка. І прийшов Володимир на Полоцьк, і вбив Рогволода і синів його двох, а дочку його Рогнідь узяв за жону і пішов на Ярополка. |

## Зауваження
1. ↑  Обидва вбиті Володимиром Великим у 978